# Талавера де ла Реина
Талавера де ла Реина (шп. Talavera de la Reina) град је у Шпанији у аутономној заједници Кастиља-Ла Манча у покрајини Толедо. Према процени из 2008. у граду је живело 87.763 становника.

## Становништво
Према процени, у граду је 2008. живело 87.763 становника.
| 1981.  | 1991.  | 2001.  |
| ------ | ------ | ------ |
| 64.840 | 68.700 | 75.369 |

## Партнерски градови
- Радом
- Пуебла
- Сантијаго дел Естеро
- Фаенца
- Пласенсија